# Pneumologie
Die Pneumologie (auch Pneumonologie; griech. πνεύμων pneumōn „Geist“, „Hauch“, „Atem“, metonymisch für „Lunge“) oder Pulmologie (auch Pulmonologie; lat. pulmo „Lunge“) ist ein Teilgebiet der Inneren Medizin, das sich mit Lungenerkrankungen beschäftigt. Die deutsche Bezeichnung lautet Lungenheilkunde oder Lungen- und Bronchialheilkunde.
Die Pneumologie umfasst die Prophylaxe, Erkennung und konservative Behandlung der Krankheiten der Lunge, der Bronchien, des Mittelfells (Mediastinums) und der Pleura. Die Thoraxchirurgie als Teil der Chirurgie, die Bestrahlung von Lungentumoren als Teil der Strahlentherapie und die Chemotherapie von Lungentumoren als Teil der Onkologie gehören nicht direkt zur Pneumologie.

## Häufige Krankheitsbilder
- Asthma bronchiale
- akute und chronische Bronchitis
- chronisch obstruktive Lungenerkrankung (COPD)
- pulmonale Hypertonie (hoher Blutdruck in den Pulmonalarterien)
- Bronchialkarzinom (Lungenkrebs)
- Lungenemphysem (Blählunge)
- Pleuritis (Rippenfellentzündung)
- Lungenentzündung (Pneumonie)
- Lungentuberkulose
- Mukoviszidose (zystische Fibrose)
- Lungenfibrose
- Pleuraerguss
- Schlafapnoe-Syndrom
- Lungenembolie
- interstitielle Lungenerkrankungen

## Häufige Untersuchungsmethoden
- Anamneseerhebung – Welche Beschwerden schildert der Patient?
- Auskultation von Herz und Lunge
- Röntgenbild der Lunge
- Computertomografie (CT) der Lunge
- Spirometrie
- Lungenfunktionstest
- Bronchoskopie
- Blutgasanalyse
- Spiroergometrie
- Allergietestung
- Ultraschall der Pleura und Lunge
- Pleurapunktion
- Lungenszintigrafie
- Thorakoskopie
- Bodyplethysmographie
- seltener: internistische Thorakoskopie (eine Spiegelung des Rippenfells)

## Therapieprinzipien
- körperliche Schonung bis zur Bettruhe
- körperliches Training und Gewichtsreduktion
- Kneippsche Anwendungen
- Atemtraining
- Nikotinentwöhnung
- Allergenvermeidung
- Hyposensibilisierung
- Asthmamedikamente
- Cortison (Spray oder Tabletten)
- Antibiotika
- Sauerstoff-Langzeittherapie
- Beatmung
- Thoraxdrainage
- Physiotherapie

## Diagnoseverfahren und Eingriffe der Thoraxchirurgie
- Mediastinoskopie
- Videoassistierte Thorakoskopie
- Lungenteilresektionen
- Lymphadenektomie
- Pleuraoperationen
- Lungentransplantationen

## Facharztbezeichnung Pneumologe
Nach der Muster-Weiterbildungsordnung 2018 umfasst die Weiterbildung in Innerer Medizin und Pneumologie die Vorbeugung, (Früh-)Erkennung, konservative und interventionelle Behandlung sowie Rehabilitation und Nachsorge der Gesundheitsstörungen einschließlich geriatrischer Krankheiten und Erkrankungen der Atmungsorgane, des Herzens und Kreislaufs, der Verdauungsorgane, der Nieren und ableitenden Harnwege, des Blutes und der blutbildenden Organe, des Gefäßsystems, des Stoffwechsels und der inneren Sekretion, des Immunsystems, des Stütz- und Bindegewebes, der Infektionskrankheiten und Vergiftungen sowie der soliden Tumoren und der hämatologischen Neoplasien. Das Gebiet umfasst auch die Gesundheitsförderung und die Betreuung unter Berücksichtigung der somatischen, psychischen und sozialen Wechselwirkungen und die interdisziplinäre Koordination der an der gesundheitlichen Betreuung beteiligten Personen und Institutionen.
Als Mindestanforderungen zum Erlangen der Gebiets-/Facharzt-Bezeichnung werden genannt:
72 Monate im Gebiet Innere Medizin  an anerkannten Weiterbildungsstätten, davon müssen abgeleistet werden:
- 36 Monate in Innerer Medizin und Infektiologie, davon
  - 24 Monate in der stationären Patientenversorgung,
- 24 Monate in mindestens zwei anderen Facharztkompetenzen des Gebiets,
- 6 Monate in der Notfallaufnahme,
- 6 Monate in der Intensivmedizin.

Inhalte der Facharzt-Weiterbildungen im Gebiet Innere Medizin / Facharzt/Fachärztin für Innere Medizin und Infektiologie (Infektiologe/Infektiologin) sind in der Muster-Weiterbildungsordnung festgeschrieben.